# RW Лебедя
RW Лебедя — красный сверхгигант спектрального класса M3-4Ia-Iab в созвездии Лебедя. Входит в состав в звёздной ассоциации Лебедь OB9. Это одна из крупнейших известных звёзд, радиус которой в 980 раз больше солнечного. Светимость звезды в 144000 раз больше солнечной, а её масса равна 20 солнечным. Эффективная температура поверхности звезды составляет 3600 K. Является полуправильной переменной звездой, видимая звёздная величина которой изменяется в интервале от 8,05m до 9,70m.